# 神立駅

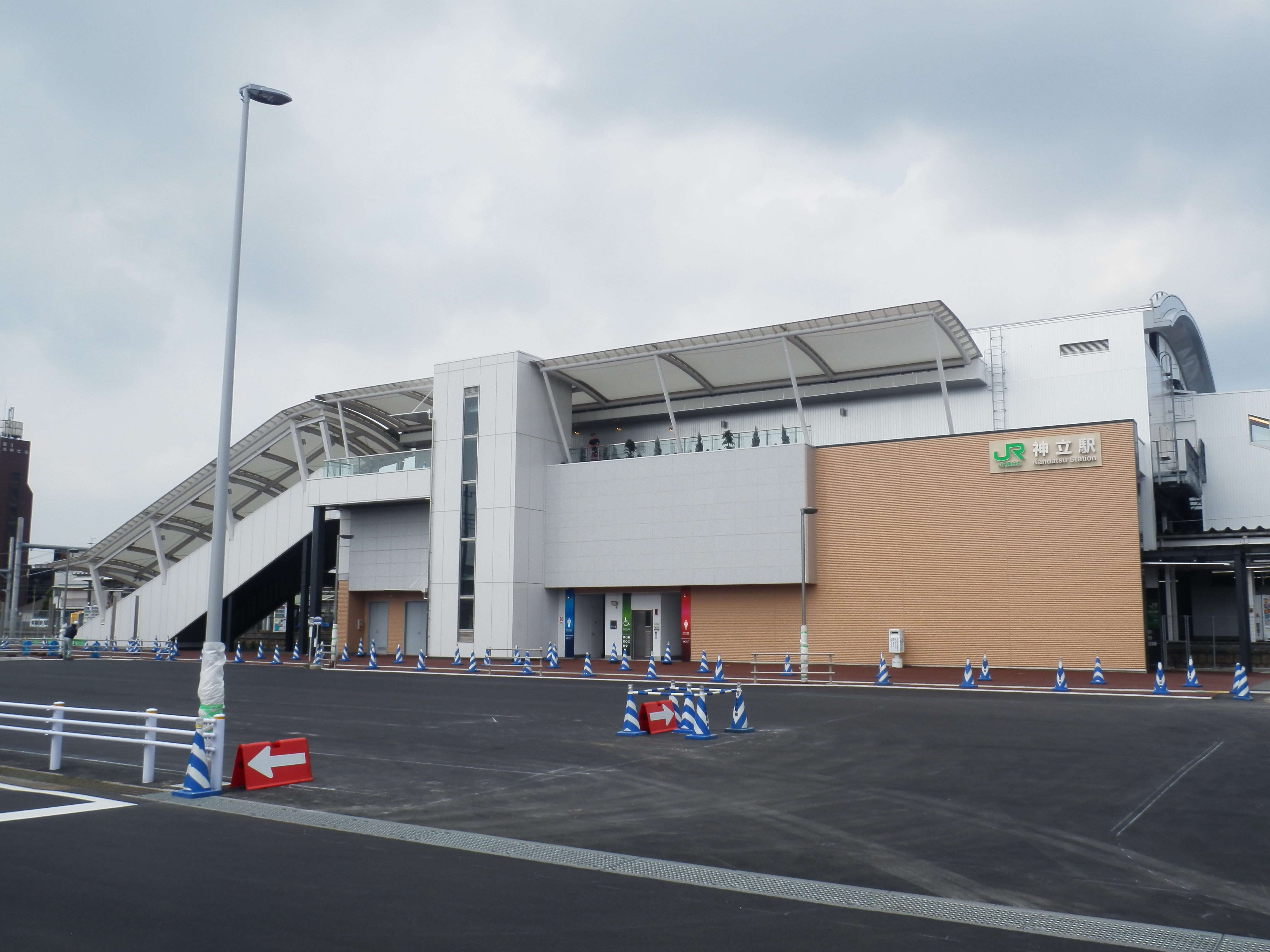
東口（2021年8月）

神立駅（かんだつえき）は、茨城県土浦市神立中央一丁目にある東日本旅客鉄道（JR東日本）・日本貨物鉄道（JR貨物）常磐線の駅である。
当駅は土浦市の北部に位置し、神立工業団地と隣市かすみがうら市中心市街地の最寄駅である。

## 歴史
- 1895年（明治28年）11月4日：日本鉄道の駅として開業[2]。
- 1906年（明治39年）11月1日：日本鉄道が国有化され、官設鉄道の所属となる[2]。
- 1909年（明治42年）10月12日：線路名称制定により常磐線の所属となる。
- 1949年（昭和24年）6月1日：日本国有鉄道が発足。
- 1985年（昭和60年）3月14日：荷物扱い廃止[2]。
- 1987年（昭和62年）4月1日：国鉄分割民営化に伴い、東日本旅客鉄道（JR東日本）・日本貨物鉄道（JR貨物）の駅となる[2]。
- 1995年（平成7年）8月1日：自動改札機設置[5]。
- 1998年（平成10年）10月3日：貨物列車の設定が廃止。
- 2001年（平成13年）11月18日：ICカード「Suica」の利用が可能となる。
- 2009年（平成21年）8月1日：発車メロディを変更。
- 2015年（平成27年）3月14日：ダイヤ改正に伴い、特急列車はすべて通過となり、普通列車のみの停車となる。
- 2016年（平成28年）
  - 6月1日：再開発工事着工。
  - 7月10日：業務委託化。
  - 10月21日：旧駅舎供用終了。
  - 10月22日：仮設駅舎供用開始。仮設駅舎は旧駅舎より30メートルほど土浦寄りにある。
- 2018年（平成30年）
  - 3月11日：みどりの窓口の営業を終了[6]。
  - 3月23日：自由通路の一部を供用開始[7]。
  - 3月24日：新駅舎の一部を供用開始[7]。
- 2019年（平成31年）3月24日：橋上駅舎及び自由通路全体供用開始。

## 駅構造
単式ホーム1面1線と島式ホーム1面2線、合計2面3線のホームを有する。2019年3月に橋上駅舎が供用開始された。橋上駅舎は霞ヶ浦の帆引き船をイメージしたデザインとなっている。
JR東日本ステーションサービスが駅業務を受託する業務委託駅（土浦駅管理）であり、指定席券売機がある。2018年3月11日までみどりの窓口の営業を行っていた。
駅構内敷地は大部分が土浦市にあるが、一部はかすみがうら市に跨っている。

### のりば
| 番線 | 路線             | 方向 | 行先                   | 備考            |
| ---- | ---------------- | ---- | ---------------------- | --------------- |
| 1・2 | ■ 常磐線         | 下り | 友部・水戸・いわき方面 | 2番線は一部列車 |
| 2・3 | ■ 常磐線         | 上り | 土浦・我孫子・上野方面 | 2番線は一部列車 |
| 2・3 | ■ 上野東京ライン | 上り | 上野・東京・品川方面   | 2番線は一部列車 |

（出典：JR東日本:駅構内図）
- 2番線は特急の通過待ちで使用する。平日・土休日とも上り4本、下り7本（2022年3月現在）。
- かつて夕方1本だけ運転されていた下りの通勤快速が特急の通過待ちのため停車していた時期があった。
- 2番線のホームは10両分しか無いが、15両編成が入線できる有効長を備えており、輸送障害時などごく稀ではあるが、土浦から回送されてきた15両編成が上野方面へ回送として折り返す場合がある(土浦と当駅の間は回送扱い)。

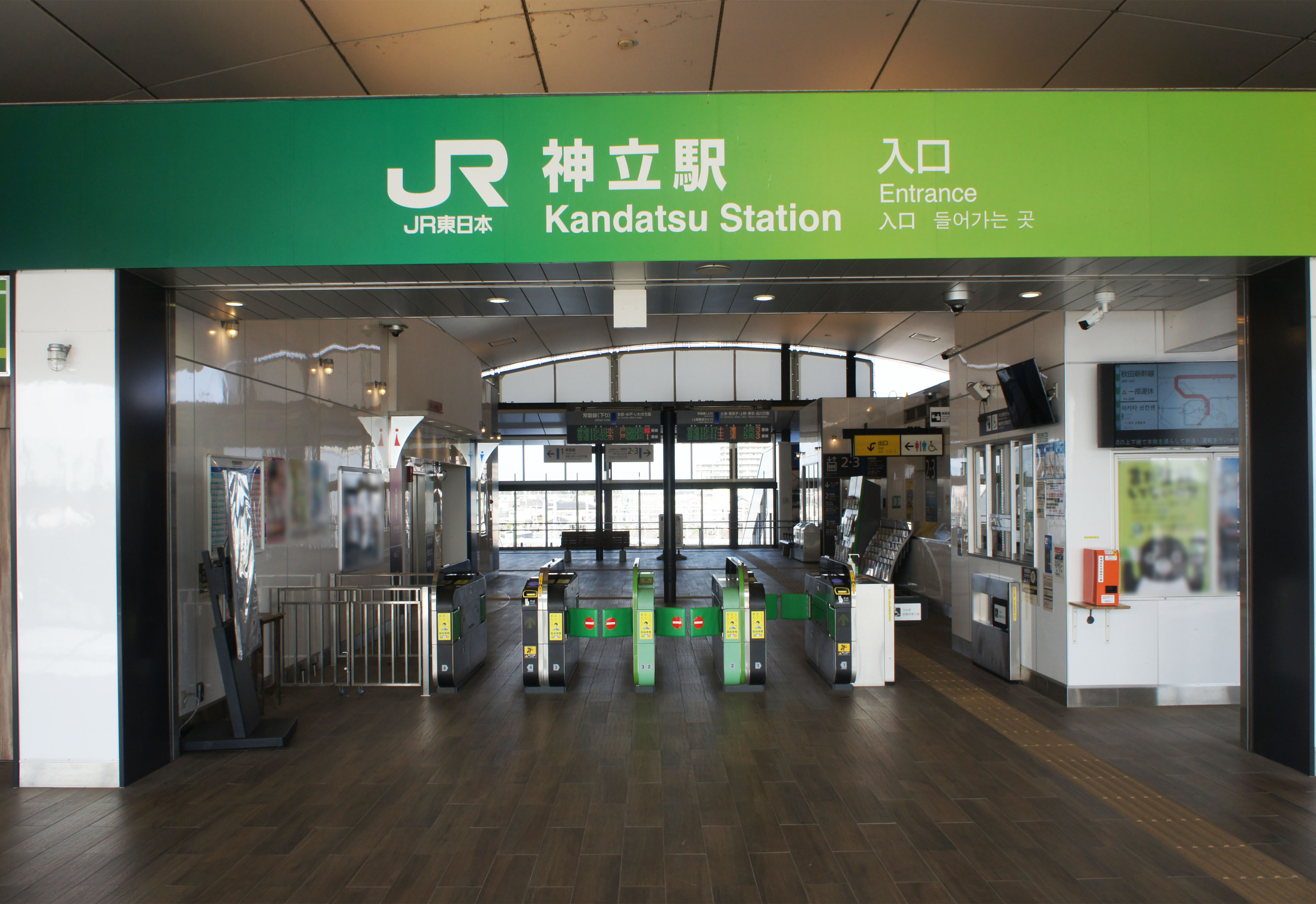
改札口（2022年3月）
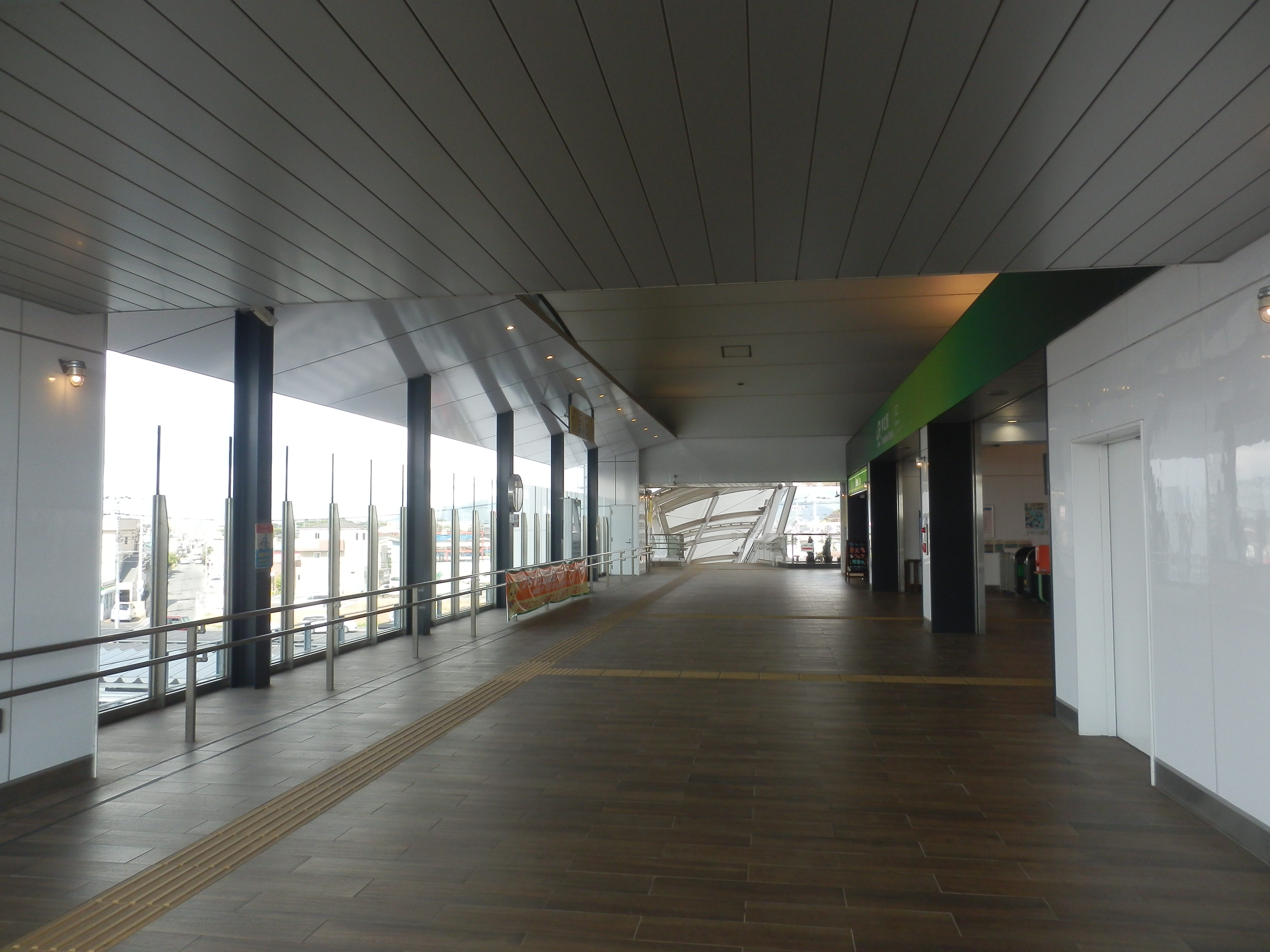
東西自由通路（2023年9月）
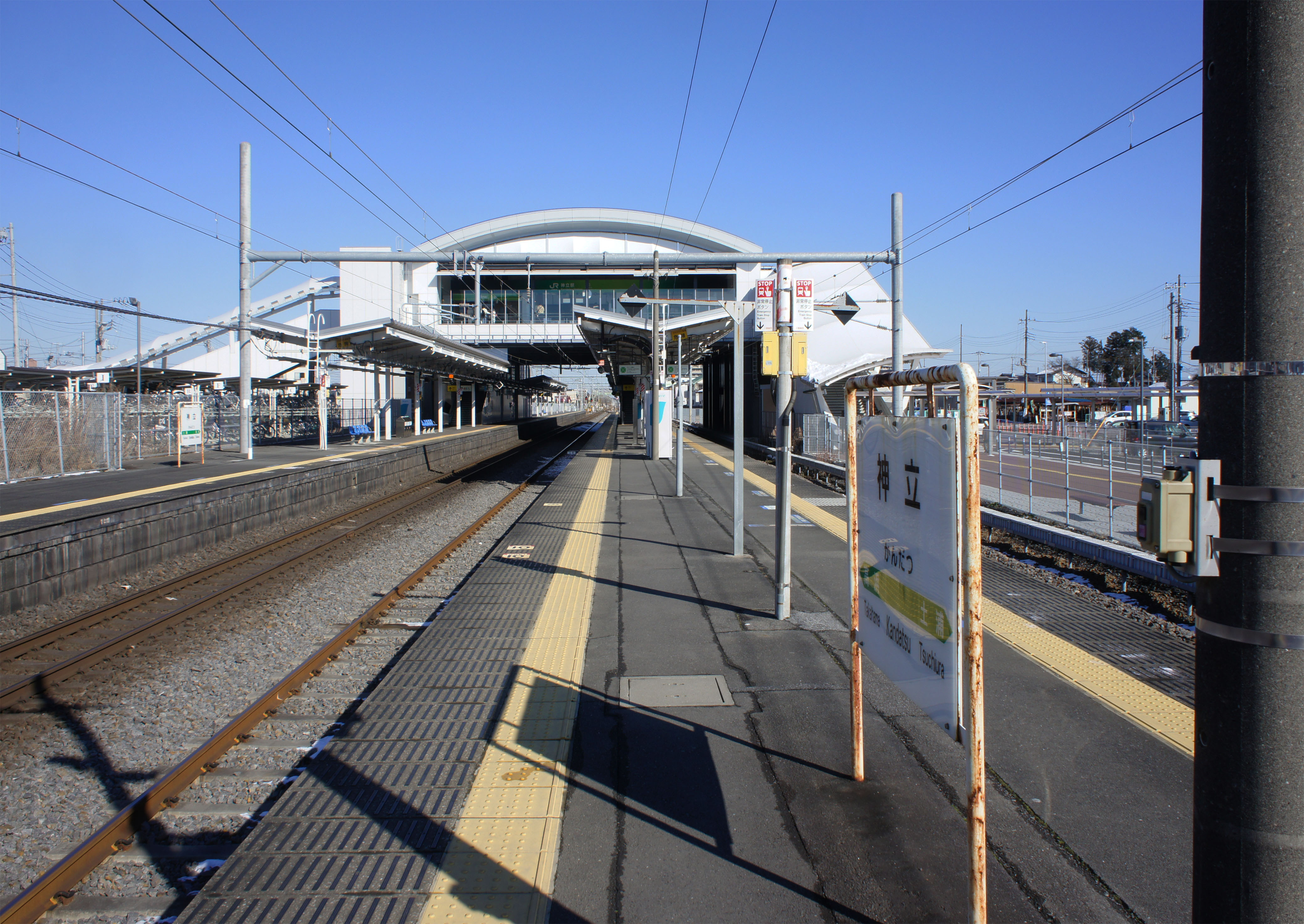
ホーム（2022年1月）
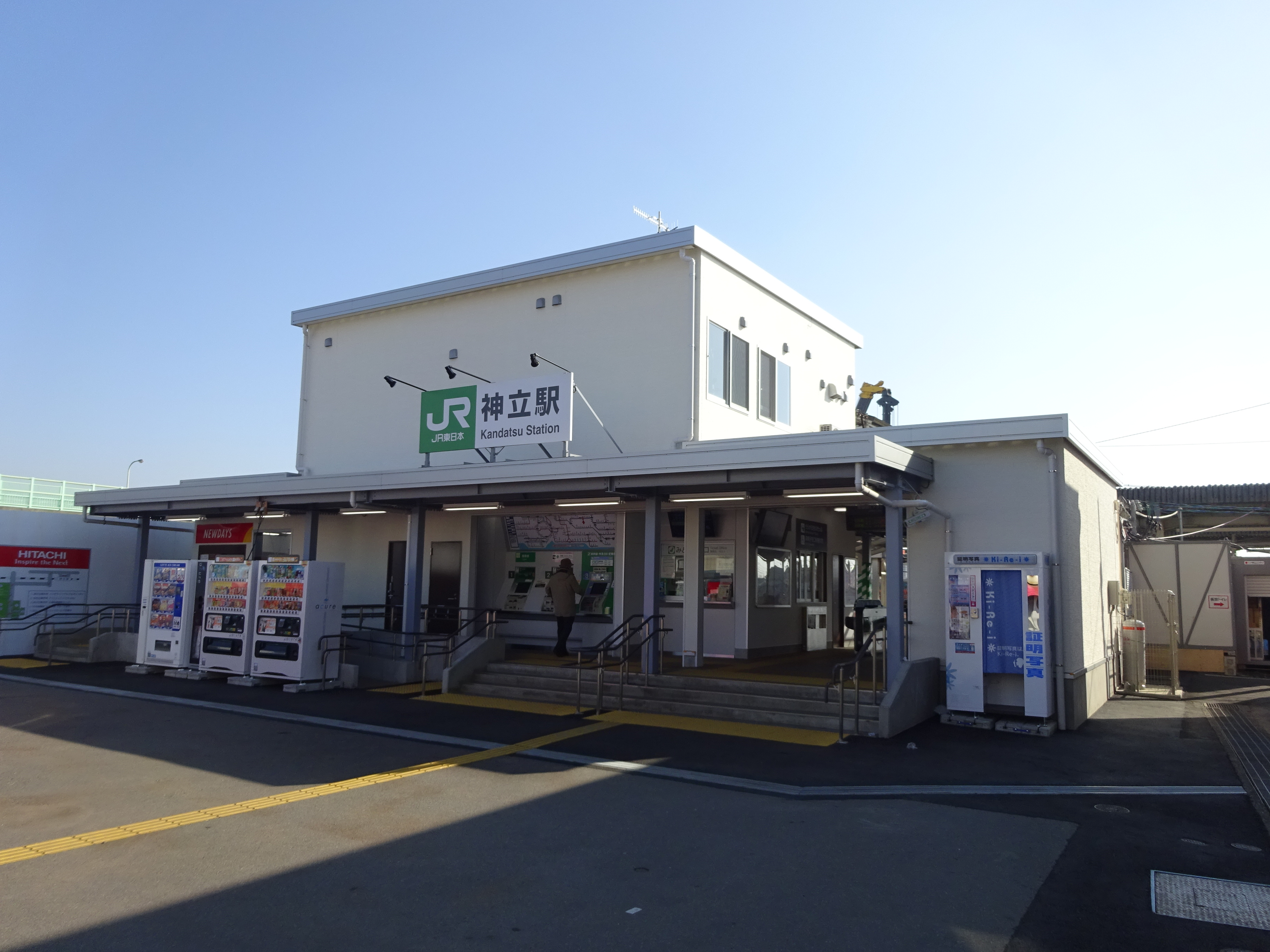
仮設駅舎（2016年12月）
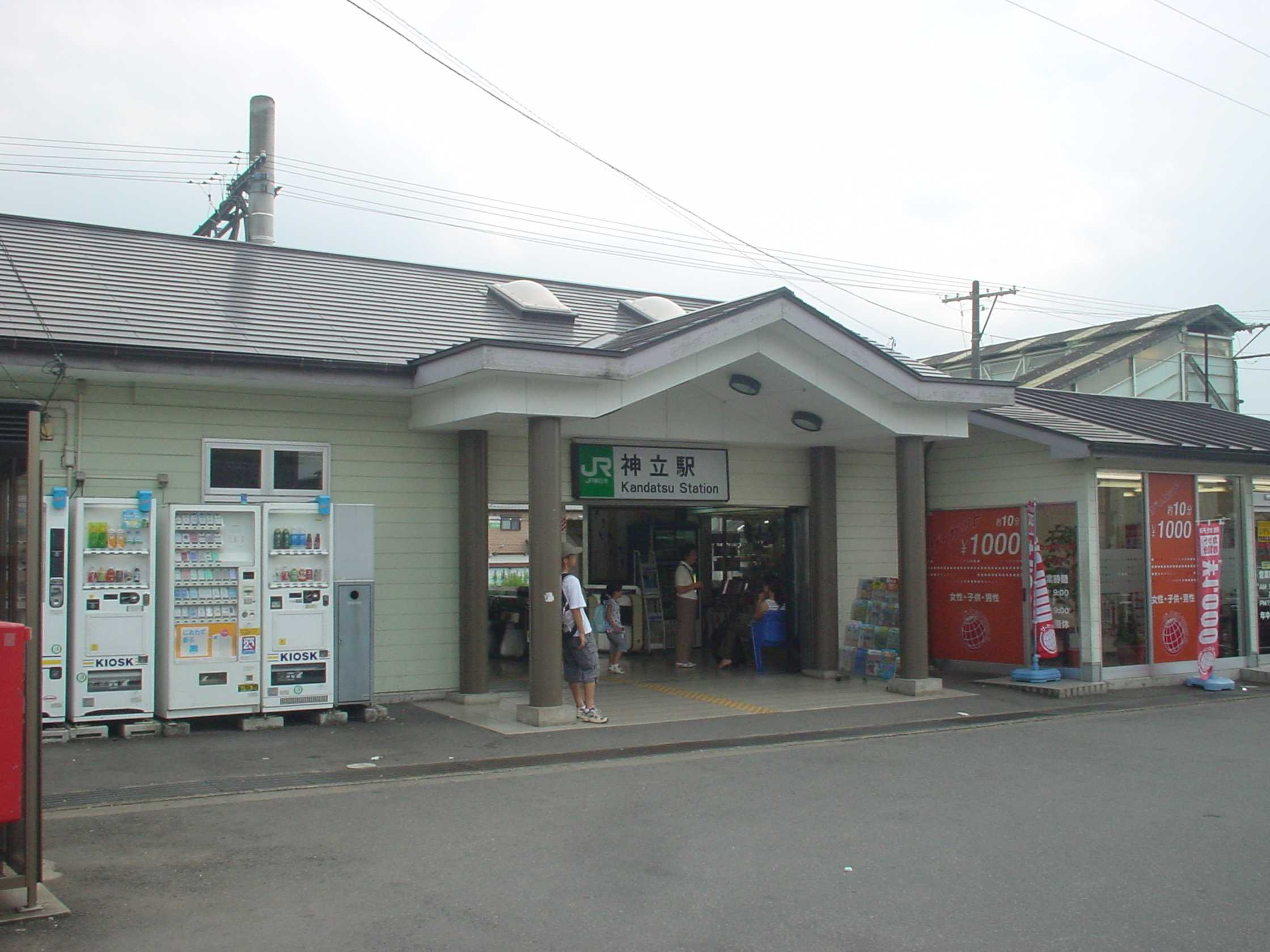
旧駅舎（2006年8月）
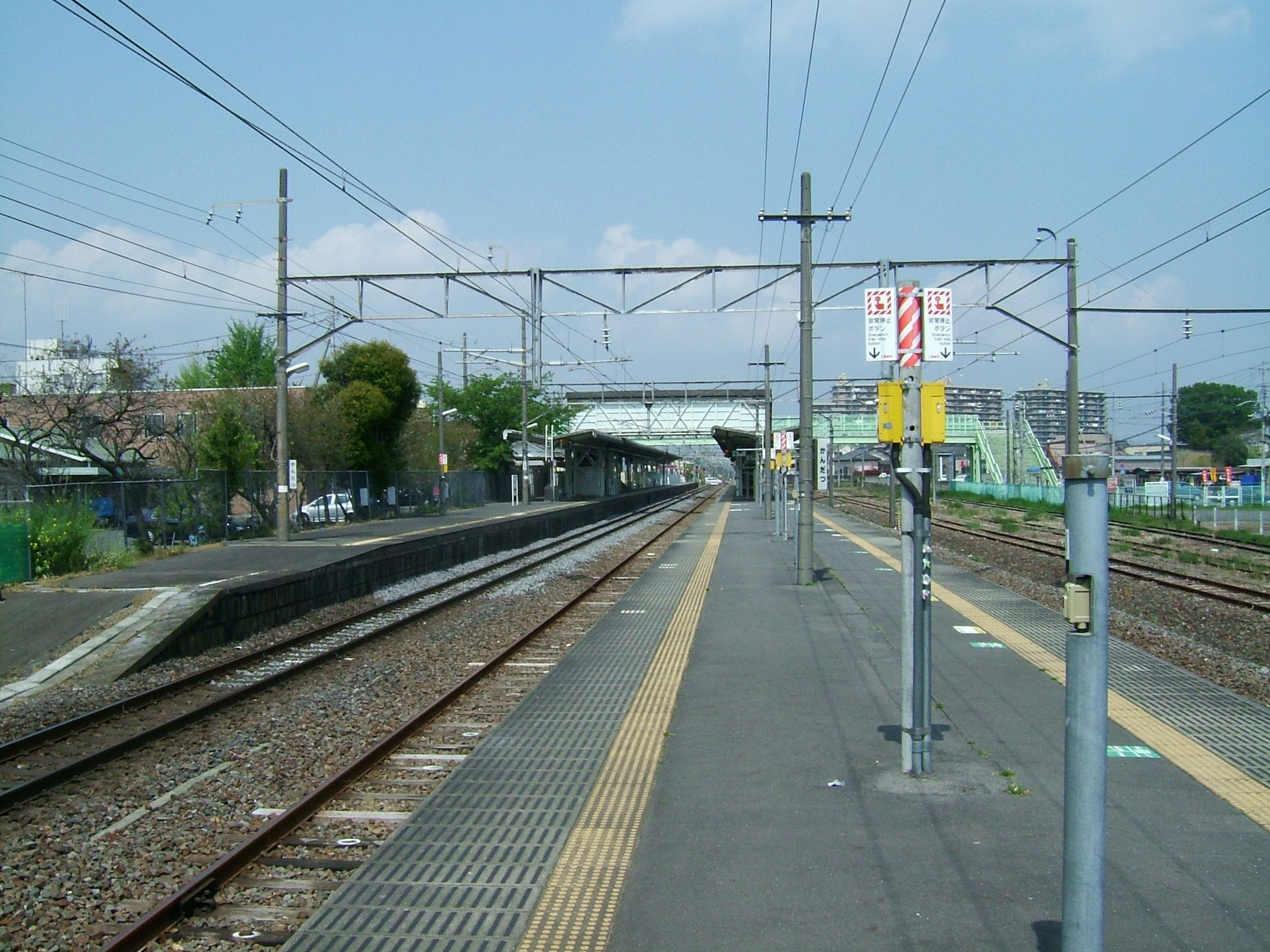
橋上駅舎整備前のホーム（2008年4月）

### 発車メロディ
発車メロディは2009年（平成21年）8月1日より土浦駅・荒川沖駅と同じ組み合わせで1・2番線は「きらきら星変奏曲」、3番線は土浦市のイメージソング「風の贈り物」にそれぞれ変更された。

## 貨物取扱
2008年（平成20年）現在、臨時車扱貨物のみを取り扱っており、そのため貨物列車の設定はない。
1998年（平成10年）まで専用線発着の車扱貨物を取り扱っていたため、貨物列車の設定があった。専用線は、かつて駅周辺にあった新日本石油土浦油槽所のタンク車用石油荷役設備へ続いていた。そのため、根岸駅からタキ1000形貨車のみで編成された高速貨物列車などが設定されていた。
かつては駅周辺の住友セメント（現・住友大阪セメント）神立サービスステーションや東京製綱土浦工場、日立建機土浦工場へ続く専用線も存在していた。

## 利用状況
JR東日本によると、2023年度（令和5年度）の1日平均乗車人員は5,137人である。
2000年度（平成12年度）以降の推移は以下のとおりである。
| 乗車人員推移       | 乗車人員推移     | 乗車人員推移    |
| 年度               | 1日平均 乗車人員 | 出典            |
| ------------------ | ---------------- | --------------- |
| 2000年（平成12年） | 6,406            | [ 利用客数 2 ]  |
| 2001年（平成13年） | 6,093            | [ 利用客数 3 ]  |
| 2002年（平成14年） | 5,804            | [ 利用客数 4 ]  |
| 2003年（平成15年） | 5,824            | [ 利用客数 5 ]  |
| 2004年（平成16年） | 5,726            | [ 利用客数 6 ]  |
| 2005年（平成17年） | 5,567            | [ 利用客数 7 ]  |
| 2006年（平成18年） | 5,506            | [ 利用客数 8 ]  |
| 2007年（平成19年） | 5,536            | [ 利用客数 9 ]  |
| 2008年（平成20年） | 5,574            | [ 利用客数 10 ] |
| 2009年（平成21年） | 5,313            | [ 利用客数 11 ] |
| 2010年（平成22年） | 5,283            | [ 利用客数 12 ] |
| 2011年（平成23年） | 5,289            | [ 利用客数 13 ] |
| 2012年（平成24年） | 5,475            | [ 利用客数 14 ] |
| 2013年（平成25年） | 5,495            | [ 利用客数 15 ] |
| 2014年（平成26年） | 5,406            | [ 利用客数 16 ] |
| 2015年（平成27年） | 5,532            | [ 利用客数 17 ] |
| 2016年（平成28年） | 5,422            | [ 利用客数 18 ] |
| 2017年（平成29年） | 5,468            | [ 利用客数 19 ] |
| 2018年（平成30年） | 5,540            | [ 利用客数 20 ] |
| 2019年（令和元年） | 5,572            | [ 利用客数 21 ] |
| 2020年（令和02年） | 4,051            | [ 利用客数 22 ] |
| 2021年（令和03年） | 4,175            | [ 利用客数 23 ] |
| 2022年（令和04年） | 4,667            | [ 利用客数 24 ] |
| 2023年（令和05年） | 5,137            | [ 利用客数 1 ]  |

## 駅周辺
土浦市神立地区はかすみがうら市との境にほど近く、かすみがうら市（旧千代田町）の各種施設も近隣に位置している。
- 土浦市神立地区コミュニティセンター
  - 土浦市役所 神立出張所
  - 土浦市立図書館 神立分館
- かすみがうら市働く女性の家
  - かすみがうら市役所 中央出張所
- 神立駅前郵便局
- 千代田下稲吉郵便局
- 日立プラントテクノロジー土浦事業所
- 日立建機土浦工場
- 住友大阪セメント神立サービスステーション
- 神立工業団地
  - 東レ土浦工場
  - アイメタルテクノロジー本社・技術センター・土浦素形材工場・土浦部品工場
  - コカ・コーライーストジャパンプロダクツ茨城工場
- 茨城県立土浦湖北高等学校

## バス路線

### 西口
「神立駅（西口）」停留所にて、関東鉄道（土浦営業所）および千代田神立ライン（関東鉄道委託）の路線バスが発着する。
- 土浦駅（西口）行、土浦湖北高校行、つくば国際大学東風高校行、ショッピングモール・大塚団地方面循環

### 東口
「神立駅東口」停留所にて、千代田神立ライン（関東鉄道委託）の路線バスが発着する。
- 土浦協同病院行

## 隣の駅
東日本旅客鉄道（JR東日本）
■常磐線
土浦駅 - 神立駅 - 高浜駅

### 記事本文
1. 1 2  『週刊 JR全駅・全車両基地』 42号 水戸駅・常陸太田駅・高萩駅ほか74駅、朝日新聞出版〈週刊朝日百科〉、2013年6月9日、21頁。
2. 1 2 3 4 5  石野哲 編『停車場変遷大事典 国鉄・JR編 Ⅱ』（初版）JTB、1998年10月1日、428頁。ISBN 978-4-533-02980-6。
3. ↑  市内工業団地 - 土浦市公式ホームページ
4. ↑  交通アクセス - かすみがうら市公式ホームページ
5. ↑  「JR年表」『JR気動車客車編成表 '96年版』ジェー・アール・アール、1996年7月1日、182頁。ISBN 4-88283-117-1。
6. 1 2  “駅の情報（神立駅）：JR東日本”.   東日本旅客鉄道. 2018年3月7日時点のオリジナルよりアーカイブ。2018年3月7日閲覧。
7. 1 2  『常磐線神立駅橋上駅舎及び自由通路の一部供用開始について』（PDF）（プレスリリース）東日本旅客鉄道水戸支社、2018年2月19日。2018年3月7日閲覧。
8. ↑  “令和2年度 施政方針”. かすみがうら市. 2020年11月2日閲覧。
9. ↑  “自由通路整備駅舎橋上化整備事業概要について”. 土浦・かすみがうら土地区画整理一部事務組合. 2021年8月29日閲覧。
10. ↑  「車窓（常磐線3駅のホーム発車メロディーを風の贈り物に）」交通新聞ニュース 2009年8月4日

### 利用状況
1. 1 2  “各駅の乗車人員（2023年度）”.   東日本旅客鉄道. 2024年7月21日閲覧。
2. ↑  “各駅の乗車人員（2000年度）”.   東日本旅客鉄道. 2019年3月7日閲覧。
3. ↑  “各駅の乗車人員（2001年度）”.   東日本旅客鉄道. 2019年3月7日閲覧。
4. ↑  “各駅の乗車人員（2002年度）”.   東日本旅客鉄道. 2019年3月7日閲覧。
5. ↑  “各駅の乗車人員（2003年度）”.   東日本旅客鉄道. 2019年3月7日閲覧。
6. ↑  “各駅の乗車人員（2004年度）”.   東日本旅客鉄道. 2019年3月7日閲覧。
7. ↑  “各駅の乗車人員（2005年度）”.   東日本旅客鉄道. 2019年3月7日閲覧。
8. ↑  “各駅の乗車人員（2006年度）”.   東日本旅客鉄道. 2019年3月7日閲覧。
9. ↑  “各駅の乗車人員（2007年度）”.   東日本旅客鉄道. 2019年3月7日閲覧。
10. ↑  “各駅の乗車人員（2008年度）”.   東日本旅客鉄道. 2019年3月7日閲覧。
11. ↑  “各駅の乗車人員（2009年度）”.   東日本旅客鉄道. 2019年3月7日閲覧。
12. ↑  “各駅の乗車人員（2010年度）”.   東日本旅客鉄道. 2019年3月7日閲覧。
13. ↑  “各駅の乗車人員（2011年度）”.   東日本旅客鉄道. 2019年3月7日閲覧。
14. ↑  “各駅の乗車人員（2012年度）”.   東日本旅客鉄道. 2019年3月7日閲覧。
15. ↑  “各駅の乗車人員（2013年度）”.   東日本旅客鉄道. 2019年3月7日閲覧。
16. ↑  “各駅の乗車人員（2014年度）”.   東日本旅客鉄道. 2019年3月7日閲覧。
17. ↑  “各駅の乗車人員（2015年度）”.   東日本旅客鉄道. 2019年3月7日閲覧。
18. ↑  “各駅の乗車人員（2016年度）”.   東日本旅客鉄道. 2019年3月7日閲覧。
19. ↑  “各駅の乗車人員（2017年度）”.   東日本旅客鉄道. 2019年7月7日閲覧。
20. ↑  “各駅の乗車人員（2018年度）”.   東日本旅客鉄道. 2019年7月7日閲覧。
21. ↑  “各駅の乗車人員（2019年度）”.   東日本旅客鉄道. 2020年7月11日閲覧。
22. ↑  “各駅の乗車人員（2020年度）”.   東日本旅客鉄道. 2021年7月23日閲覧。
23. ↑  “各駅の乗車人員（2021年度）”.   東日本旅客鉄道. 2022年8月6日閲覧。
24. ↑  “各駅の乗車人員（2022年度）”.   東日本旅客鉄道. 2023年7月10日閲覧。